# Таира но Масакадо
Таира но Масакадо (平将門, ?–940) је био члан Каму Таира клана у Јапану. Он је био син Таира но Јошимаса, шогуна Чинђуфуа.
939. године, у време Хеиан периода, дигао је буну (Тенгјо рат) нападом на гарнизон централне владе у провинцији Хитачи, када је и заробио гувернера провинције. У децембру те године освојио је провинције Шимоцуке и Козуке и прогласио се новим царем. Централна власт у Кјотоу је уценила његову главу и расписала потерницу. 59 дана касније његов рођак Садамори га је убио и однео његову главу у Кјото.